# Euproctis inconcisa
Euproctis inconcisa är en fjärilsart som beskrevs av Walker 1865. Euproctis inconcisa ingår i släktet Euproctis och familjen tofsspinnare. Inga underarter finns listade i Catalogue of Life.